# محمد اسماعیل‌زاده
محمد اسماعیل‌زاده مشهور به دردی طریک (۱۸ مهر ۱۳۲۸ – ۱۱ مهر ۱۴۰۰) نوازندهٔ دوتار و خواننده موسیقی ترکمنی اهل ایران بود. از او با عنوان «شجریان موسیقی ترکمن» یاد کرده‌اند.

## زندگی‌نامه
محمد اسمعیل‌زاده در سال ۱۳۲۸ ه‍. خ در روستای آق‌قبر آق‌قلا در استان گلستان متولد شد. از ۱۰ سالگی با ساز دوتار پدرش نواختنِ‌این ساز را آغاز کرد. نخستین استاد او در زمینهٔ اصول خوانندگی «قزاق پنق» بود. وی در آثارش از شعرهای شاعرانی همچون مختوم‌قلی فراغی، مسکین قلیچ، ستار سوقی و بایرام ستاری و جان محمد طریک که عموی او بود استفاده می‌کرد. او همچنین در موسیقی سنتی نیز مهارت داشت و مدتی با رادیو گرگان همکاری کرد.
دردی طریک در زمینهٔ آموزش نیز فعالیت داشت. از جمله شاگردان او می‌توان به رحیم خیوه‌لی، یحیی محمدزاده، نازبردی قره‌داشلی و سراج‌الدین باش قره‌بخشی اشاره کرد. او در برخی جشنواره‌های داخلی و خارجی حضور داشت و در کشورهایی همچون آلمان، هلند و انگلستان به اجرای برنامه پرداخته بود.

## درگذشت
محمد اسمعیل‌زاده در هفتهٔ نخست شهریور ۱۴۰۰ به کرونا مبتلا شد و پس از بستری شدن در بیمارستان، در بیهوشی مصنوعی قرار گرفت. او با بهبودی نسبی، در ۱۶ شهریور، هوشیاری خود را به‌دست‌آورد اما با شدت یافتن عوارض کرونا مجدداً در بیمارستان بستری شد و در ۱۱ مهر ۱۴۰۰ درگذشت.

## افتخارات
- لوح تقدیرِ هفتمین و نهمین جشنواره موسیقی فجر[۱۲]
- مقام نخست نهمین جشنواره تولیدات رادیویی و تلویزیونی مراکز استان‌ها (۱۳۸۰)[۱۲]
- تجلیل در شانزدهمین جشنواره موسیقی ذکر و ذاکرین (۱۳۸۵)[۱۳]
- تقدیر در مراسم «تجلیل از دوردی طریک» در آق‌قلا (۱۳۹۴)[۱۴]
- تقدیر در دومین جشنواره ترانه و موسیقی طبس (۱۳۹۵)[۶]
- تقدیر توسط حوزهٔ هنری (۱۳۹۹)[۱۵]
- نشان درجهٔ یک هنری (۱۳۹۹)[۱۶]